# Abbaye de Fesmy
L'abbaye Saint-Étienne de Fesmy est une ancienne abbaye de moines bénédictins située à Fesmy-le-Sart dans le département de l'Aisne.

## Histoire
À la fin du XIe siècle, deux nobles Anglais ayant le désir de se mettre au service de Dieu vinrent en France et s'arrêtèrent dans ce lieu désert pour faire retraite. Ils y construisirent des bâtiments et une chapelle sous le vocable de Saint-Étienne. De ce petit monastère naquit un village. En 1215, l'abbé Humbert affranchit les habitants de Fesmy. L'église semble avoir été construite au XIIe siècle. Après des destructions dues aux guerres des XIVe et XVe siècles, elle a été restaurée ou partiellement reconstruite à la fin de ce siècle, comme l'indique la forme des fenêtres.
En 1641, le célèbre antiquaire Pierre Séguin devint abbé de Fesmy. L'abbaye fut supprimée en 1762 et ses revenus furent attribués au séminaire d'Arras.

## Vestiges
Il reste de l'abbaye une église et des bâtiments conventuels qui ont été transformés en exploitation agricole et en habitation. L'église de l'abbaye semble être à vaisseau unique et chevet plat, construite en pierre de taille (blocs de calcaire blanc). La façade orientale de l'église laisse deviner la trace d'un portail principal, aujourd'hui muré, ainsi que de deux fenêtres également murées qui devaient éclairer la nef. L'empreinte d'un oculus au sommet du pignon ouest laisse sous-entendre que l'église devait être légèrement plus haute, et que la toiture a été rabaissée depuis, son intégration dans la maçonnerie romane laissant supposer une datation du XIIe siècle comme le reste de la structure. La façade est, qui joue le rôle de chevet de l'église, comporte l'empreinte d'une fenêtre murée de style gothique, avec un reste de remplage sur les parties hautes. La différence entre la partie romane (façade Ouest) et gothique (chevet) témoigne d'une réfection du chevet plus tardive (probablement fin XIIIe siècle pour l'ajout de la fenêtre).  L'absence de contreforts sur le mur nord laisse sous-entendre que l'église ne devait pas être voûtée, mais protégée par une charpente en bois. L'édifice est aujourd'hui utilisé comme grange.